# بودلسدورف
بودلزدورف (بالألمانية: Büdelsdorf) هي بلدة ألمانية تقع في ألمانيا في شليسفيغ هولشتاين.[بحاجة لمصدر] يقدر عدد سكانها بـ 10,199 نسمة .

## المدن التوأمة
مدينة آلبورغ هي مدينة توأمة لـبودلزدورف.